# László Kiss (calciatore)
László Kiss (Taszár, 12 marzo 1956) è un allenatore di calcio ed ex calciatore ungherese.

## Carriera

### Club
L'apice della sua carriera da calciatore professionista avviene quando nel 1985 viene acquistato dal Montpellier con cui disputa 38 partite e segna 12 gol in due stagioni.

### Nazionale
È stato il primo giocatore  a segnare una tripletta dopo essere entrato a partita in corso, durante la sfida contro El Salvador nei Mondiali di Spagna 1982 (terminata col risultato di 10-1 per l'Ungheria).

## Palmarès

### Club

#### Competizioni internazionali
- Coppa Mitropa: 1

Vasas: 1982-1983

### Individuale
- Capocannoniere della Coppa Mitropa: 1

1982-1983 (3 gol) a pari merito con Ignác Izsó, Vladimir Bulatović e Vladimír Goffa